# 巷口街道
巷口街道，是中华人民共和国福建省漳州市芗城区下辖的一个乡镇级行政单位。

## 行政区划
巷口街道下辖以下地区：
甘棠宫社区、苍园社区、鑫荣社区、新浦社区、新锋社区、新华东社区、巷口社区、东园社区、民主里社区、岳口社区、市尾社区、东门社区、官园社区、浦头社区、九龙社区和塔后社区。